# 于班略
于班略（Bishop Ignacio Ibáñez, O.P.1848年6月7日—1893年10月14日）西班牙多明我会传教士、福建南境宗座代牧区第二任主教（1893年5月4日-10月14日）。
1848年6月7日，于班略出生于西班牙萨莫拉省Zamora的托罗城Toro。1872年4月7日晋升神父。任区会长。他会讲官话和四种方言。
1893年5月4日，被任命为福建南境宗座代牧区第二任主教，领 Amyzon 主教衔。1893年10月8日举行祝圣仪式。六天后去世（1893年10月14日），年仅45岁。